# 上尾村
上尾村（あげおむら）は、埼玉県上尾市の大字。郵便番号は362-0013。
市の統計などでは上尾地区で分類されている。全国でも珍しい町字として末尾に自然村由来の「村」が付く地名である。江戸期には中山道の宿駅である上尾宿が置かれていた。

## 地理
埼玉県の県央地域で、上尾市中央部の主に大宮台地上に位置する。
町域の東側を平塚や上尾宿、南側を二ツ宮、西側を本町や錦町、北側を南や菅谷と隣接する。町域の西端を芝川やその支流（暗渠）が流れ、上流から一本杉、ひがし橋、矢岳橋、岡橋が架かる。町域の中央部のやや北側を小敷谷吉田通線（はなみずき通り）が東西に通る。
芝川やその支流周辺を除き市街化区域の工業地域や準工業地域に指定され、全体的には主に住宅地が広がっているが、一部工業地や生産緑地地区として農地も見られる。かつては芝川流域周辺が水田や耕作地で北部から南東部にかけて雑木林があった。雑木林の名残が上平公園のふれあいの里として残されている。芝川流域沿いに指定されている市街化調整区域内には住宅も見られるが、学校施設や消防署などの公共施設が立地する。
縄文遺跡である「向原遺跡」（県遺跡番号：14-156）の一部が地内に掛かり、加曾利E式の土器片が発掘されている。

## 歴史

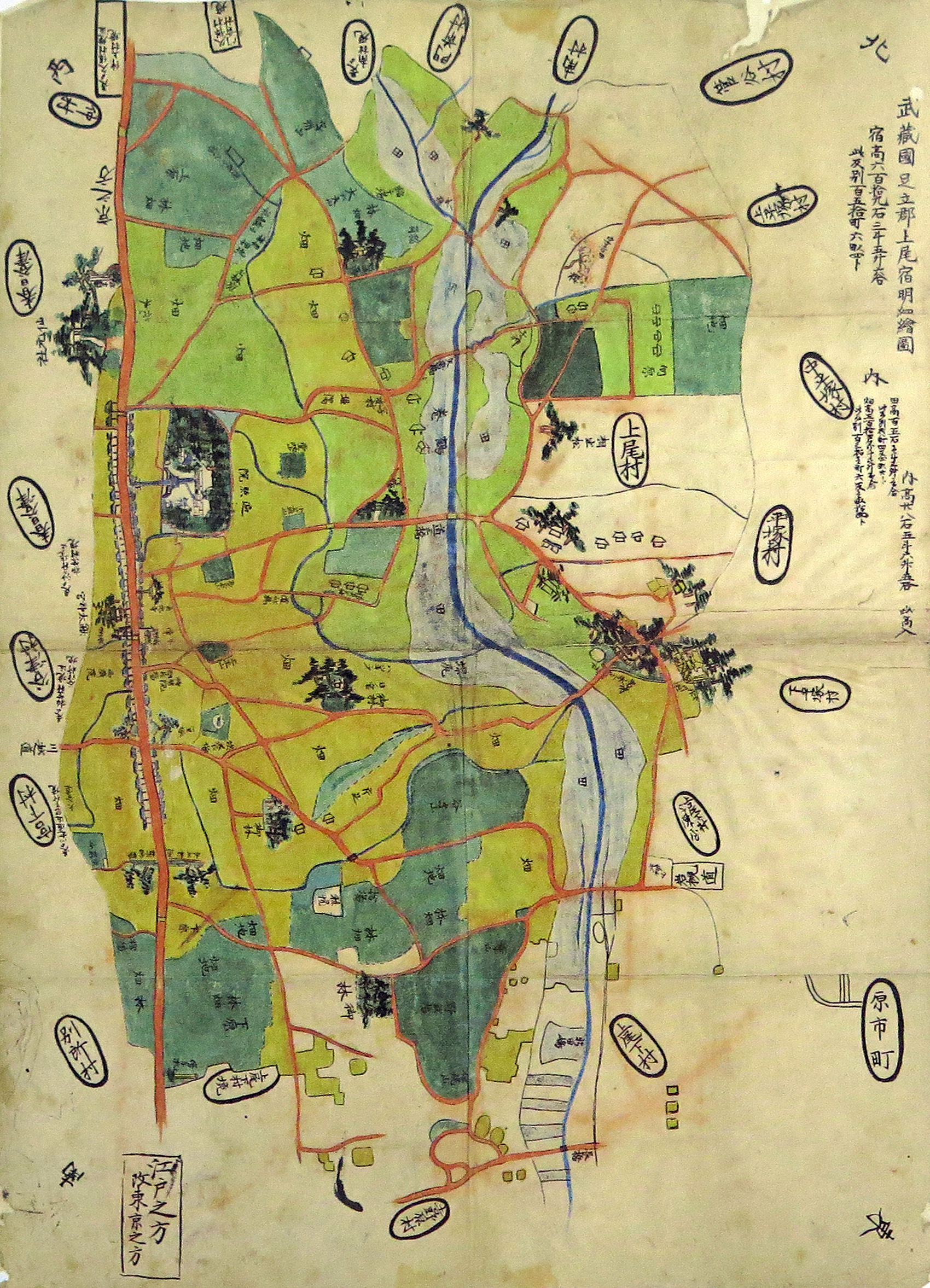
上尾宿明細絵図（江戸期）

もとは江戸期より存在した武蔵国足立郡上尾領に属する上尾村であった。延宝年間（1673年〜1681年）頃に江戸初期より存在した上尾町より旗本3氏の所領の関係で、上尾宿や上尾下村とともに分村して成立した。村高は『元禄郷帳』では204石余、『天保郷帳』では373石余であった。1828年（文政11年）の戸数は105軒、人口は435人で、村の規模は東西24町、南北20町程であった。上尾村は上尾下村に対し上尾上村とも称された時期があった。また、上尾宿のうちに上尾村の纏まった飛地が現在の上町の辺りに存在した。遍照院の門前の辺りは中山道の宿駅である上尾宿にも掛かり、上尾宿の加宿と呼ばれた。1875年（明治8年）の農業産物高は武蔵国郡村誌によると米85石、大麦400石、小麦116.2石、大豆71石、小豆21.5石、栗100石、甘藷15000貫、里芋10000貫であった。
- はじめは旗本伊藤三之丞の知行地で[8]、享保年間（1716年〜1736年）より上知され幕府領（代官支配地）となる[6]。なお、検地は1731年（享保16年）および1747年（延享4年）に実施[8]。
- 1602年（慶長7年）より五街道のひとつの中山道が地内に整備され、中山道69宿のひとつの上尾宿が整備し直された。宿駅の北部が上尾村に差し掛かる。
- 幕末の時点では幕府領（代官支配地）[6]および遍照院領[14]。
- 1868年（慶応4年）6月19日 - 旧幕府領が武蔵知県事・山田政則（忍藩士）の管轄となる[15]。
- 1869年（明治2年） 
  - 1月13日 - 武蔵知県事・宮原忠英の管轄区域に大宮県を設置、同県の管轄となる。県庁は東京府馬喰町に置かれる。
  - 9月29日 - 県庁が浦和に置かれ浦和県に改称。
- 1871年（明治4年）11月13日 - 第1次府県統合により埼玉県の管轄となる。
- 1872年（明治5年）
  - 3月 - 大区小区制施行により第19区に属す[16][17]。
  - 月日不明 - 地内の光勝院や慈眼寺（何れも新義真言宗、遍照院末）が廃寺となる[18]。
- 1879年（明治12年）3月17日 - 郡区町村編制法により成立した北足立郡に属す。郡役所は浦和宿に設置。
- 1884年（明治17年）7月14日 - 連合戸長役場制により成立した上尾宿連合に属す。連合戸長役場は上尾宿に設置[19]。
- 1889年（明治22年）4月1日 - 町村制施行に伴い、上尾村が上尾宿・上尾下村・柏座村・谷津村・春日谷津村と合併し、上尾町が成立、上尾町の大字上尾村となる[8]。上尾宿と区別するため上尾宿の「宿」と同様に「村」を省略することなくそのまま大字名とした。
- 時期不明（明治40年頃） - 村社の氷川社の近傍に鎮座していた氷川女体社が合祀される。御神体は上尾宿（現宮本町）の氷川鍬神社、社殿は上尾宿（現愛宕）の愛宕神社に遷座された[20][21]。
- 1932年（昭和7年）4月25日 - 埼玉県立埼玉学園が浦和町より移転開設される[22][23]。
- 1951年（昭和26年） - 上尾村の一部を上平村に編入する[8]。
- 1955年（昭和30年）11月1日 - 町村合併促進法の施行に伴い、上尾町が平方町・原市町・大石村・上平村・大谷村と合併し[24]、新たな上尾町の大字となる。
- 1958年（昭和33年）7月15日 - 上尾町が市制施行し[24]、上尾市の大字となる。
- 1959年（昭和34年） - 地内の字二ッ宮877番地の場所に「ひかわ幼稚園」が認可される[25]。上尾では仲町に所在する上尾幼稚園（1952年認可）に次いで古い幼稚園である。
- 1960年（昭和35年）5月27日 - 大宮警察署上尾警部派出所（現、上尾警察署）が、上尾宿から大字上尾村70番地（現在の上尾市図書館の場所）に移転される[26][27]。
- 1963年（昭和38年）7月 -上尾村656番地の1の場所に三井金属鉱業が操業を開始する[28]。
- 1964年（昭和39年）10月15日 - 地内に中央浄水場が7月に竣工し、給水を開始する[29][30]。
- 1965年（昭和40年）
  - 4月1日 - 上尾市消防団本部が上尾宿から大字上尾村80番地（現上町二丁目14-19）に移転する[31]。
  - 7月1日 - 住居表示に関する法律に基づき住居表示（第一次）が実施され[32]、上尾村の一部が上町一丁目・二丁目の一部[33]、宮本町の一部となる[34][8]。これにより対象区域に立地する遍照院のほか、大宮警察署上尾警部派出所や上尾市消防団本部が上尾村から外れる。
- 1967年（昭和42年）7月1日 - 住居表示に関する法律に基づき住居表示（第三次）が実施され[32]、上尾村の一部が本町一丁目〜五丁目の一部、緑丘一丁目〜五丁目の一部となる[34][8]。
- 1970年（昭和45年）
  - 1月8日 - 上尾市立東小学校が現在地に移転する。
  - 8月26日 - 上尾村の一部が錦町の一部となる[35][8]。
- 1971年（昭和46年）12月24日 - 地内に昨年10月より着工された「上尾市福祉会館」が落成する[36][37]。
- 1976年（昭和51年）4月 - 上尾市立東中学校が現在地に開校する。
- 1979年（昭和54年） - 地内に埼玉県中央児童相談所が開設される[38]。
- 1983年（昭和58年）11月1日 - 上尾市消防本部（消防本部・消防署庁舎）が現在地に移転する。
- 1996年（平成8年）9月 - 浦和地方法務局上尾出張所（現さいたま地方法務局上尾出張所）が移転する[30]。
- 1998年（平成10年）5月1日 - 上平公園（所在地は菅谷だが区域の一部が上尾村）が開園する。
- 2002年（平成14年）12月 - 住居表示の実施により大字上尾村の一部（上尾東団地の辺り）が本町六丁目に編入される[30]。
- 2003年（平成15年）9月1日 - 上尾市福祉会館の改修工事が完了し、「上尾市文化センター」と改称する[39]。
- 2008年（平成20年）9月13日 - 住民の要望により上尾村の一部（字鎌倉橋・二ツ宮前・二ツ宮・山ノ下）が分離され、二ツ宮が成立する[40]。これにより対象区域に立地するかつての村社の氷川神社のほか「上尾市文化センター」や「上尾二ツ宮郵便局」などが上尾村から外れる。
- 2014年（平成26年）11月1日 – 上尾村の一部（字田向1612）が分離され、上平中央が成立する[41]。

### 存在していた小字
小字は全てが大字上尾宿と上尾村に跨って区域が指定されているため、双方に同名の小字がある。

## 世帯数と人口
2019年（平成31年）1月1日現在（上尾市発表）の世帯数と人口は以下の通りである。
| 大字   | 世帯数  | 人口    |
| ------ | ------- | ------- |
| 上尾村 | 941世帯 | 2,265人 |

## 小・中学校の学区
市立小・中学校に通う場合、学区（校区）は以下の通りとなる。
| 大字   | 番地                          | 小学校             | 中学校           |
| ------ | ----------------------------- | ------------------ | ---------------- |
| 上尾村 | 402〜475（東団地404-1を除く） | 上尾市立芝川小学校 | 上尾市立東中学校 |
| 上尾村 | 476以降                       | 上尾市立東小学校   | 上尾市立東中学校 |

## 事業所
2021年（令和3年）現在の経済センサス調査による事業所数と従業員数は以下の通りである。
| 大字   | 事業所数 | 従業員数 |
| ------ | -------- | -------- |
| 上尾村 | 74事業所 | 1,857人  |

## 交通
地区内に鉄道は敷設されていない。最寄り駅は下記路線バス利用で高崎線上尾駅である。駅まで遠く徒歩圏ではない。

### 道路
地区内に国道や主要地方道・一般県道は通っていない。 
- 小敷谷吉田通線[44]（はなみずき通り）

### バス
上尾駅から平塚住宅周辺への路線バスが運行されている。
朝日自動車菖蒲営業所
地区内は「平塚住宅」、「向原」、「東小学校入口」バス停留所が設置されている。
上尾市コミュニティバス「ぐるっとくん」
- 上平菅谷北上尾線
- 原市平塚循環

地区内は「天然温泉極楽湯前」、「消防署東」、「上平公園南口」バス停留所が設置されている。

## 町内会
- ビレッジハウス上尾向原自治会[47]

## 施設
地内に神社や寺院は存在しない。かつては村社の氷川社のほか明治期に村社の氷川社に合祀された神明社や稲荷社、および明治期に氷川鍬神社に合祀された氷川女体社や浅間社などがあった。寺院は新義真言宗の遍照院のほか、慈眼寺などがあった。
- 上尾市消防本部
- さいたま地方法務局上尾出張所（一部）
- 埼玉県中央児童相談所
- 上尾市水道部
- 上尾市立東中学校 - 指定緊急避難場所・指定一般避難所[48]
- 上尾市立東小学校 - 指定緊急避難場所・指定一般避難所
- 埼玉学園（一部）
- 上平公園（一部） - 総合公園
  - 上平公園 ふれあいの里
- 向原公民館
- ビレッジハウス上尾向原[47]
- 上尾東団地調節池[49]